# Janusz Majewski (rysownik)
Marian Szczucki ps. „MAYK” (ur. w Polsce) – polski rysownik.
Ukończył studia na Akademii Sztuk Pięknych w Warszawie. Osiadł w Szwecji, gdzie w 1975 podjął pracę jako rysownik w dzienniku „Sydsvenska Dagbladet”, wydawanym w Malmö.

## Odznaczenia i wyróżnienia
- Krzyż Kawalerski Orderu Zasługi Rzeczypospolitej Polskiej (postanowieniem prezydenta RP Aleksandra Kwaśniewskiego z 21 marca 2003 za wybitne zasługi w propagowaniu polskiej kultury)[1]